# Roudný (Frýdštejn)
Roudný je malá vesnice, část obce Frýdštejn v okrese Jablonec nad Nisou. Nachází se asi dva kilometry jižně od Frýdštejna. Roudný leží v katastrálním území Frýdštejn o výměře 7,1 km².

## Historie
První písemná zmínka o vesnici pochází z roku 1543.

## Pamětihodnosti
- Přírodní památka Ondříkovický pseudokrasový systém